# Muay thai nos Jogos Asiáticos em Recinto Coberto de 2009
As competições de Muay Thai nos Jogos Asiáticos em Recinto Coberto de 2009 ocorreram entre 2 e 7 de novembro. Nove categorias foram disputadas.

## Calendário
| Outubro/Novembro | 28 | 29 | 30 | 31 | 1 | 2 | 3 | 4 | 5 | 6 | 7 | 8 | Finais |
| ---------------- | -- | -- | -- | -- | - | - | - | - | - | - | - | - | ------ |
| Muay Thai        |    |    |    |    |   |   |   |   |   |   | 9 |   | 9      |

## Quadro de medalhas
| Ordem | País        | Medalha de ouro | Medalha de prata | Medalha de bronze |    |
| ----- | ----------- | --------------- | ---------------- | ----------------- | -- |
| 1     | Tailândia   | 4               | 1                |                   | 5  |
| 2     | China       | 1               | 2                | 1                 | 4  |
| 3     | Vietname    | 1               | 2                |                   | 3  |
| 4     | Laos        | 1               | 1                | 2                 | 4  |
| 5     | Irã         | 1               |                  | 1                 | 2  |
| 5     | Cazaquistão | 1               |                  | 1                 | 2  |
| 7     | Filipinas   |                 | 1                | 2                 | 3  |
| 7     | Uzbequistão |                 | 1                | 2                 | 3  |
| 9     | Jordânia    |                 | 1                | 1                 | 2  |
| 10    | Hong Kong   |                 |                  | 2                 | 2  |
| 10    | Índia       |                 |                  | 2                 | 2  |
| 12    | Iraque      |                 |                  | 1                 | 1  |
| 12    | Japão       |                 |                  | 1                 | 1  |
| 12    | Kuwait      |                 |                  | 1                 | 1  |
| 12    | Líbano      |                 |                  | 1                 | 1  |
| TOTAL | TOTAL       | 9               | 9                | 18                | 36 |

## Medalhistas
| Evento               | Ouro                               | Prata                          | Bronze                                                         |
| 48–51 kg masculino   | LAO Laos Thongbang Seuaphom        | VIE Vietnã Le Huu Phuc         | HKG Hong Kong Ho Kwok Keung IRI Irã Hossein Nassiri            |
| 51–54 kg masculino   | THA Tailândia Anuchit Sathit       | LAO Laos Chayuideth Chanphiew  | IND Índia Harish Kumar JOR Jordânia Saif Zakzook               |
| 54–57 kg masculino   | VIE Vietnã Nguyen Tran Duy Nhat    | THA Tailândia Weerapol Nonting | UZB Uzbequistão Birzhan Aukenov JOR Jordânia Sherzod Sharipov  |
| 63,5–67 kg masculino | KAZ Cazaquistão Daulet Otarbayev   | JOR Jordânia Yaser Abusafiyah  | LIB Líbano Mustapha Yaghmour PHI Filipinas Jay Harold Gregorio |
| 67–71 kg masculino   | IRI Irã Vahid Roshani              | CHN China Wang Guan            | KUW Kuwait Khaled Al-Azemi UZB Uzbequistão Artur Kadirkulov    |
| 48–51 kg feminino    | THA Tailândia Konnika Nuanboriboon | PHI Filipinas Maricel Subang   | LAO Laos Songka Chanthavong HKG Hong Kong Jenny So             |
| 51–54 kg feminino    | THA Tailândia Wanlaya Pongta       | CHN China Liu Jia              | JPN Japão Ikkei Nagamitsu IND Índia Shalu Kumari               |
| 57–60 kg feminino    | CHN China Jiang Xianting           | VIE Vietnã Tran Thi Huong      | LAO Laos Vongdeuan Chanthanivong IRQ Iraque Rana Mohammed      |